# Sukarame (Carita)
Sukarame is een bestuurslaag in het regentschap Pandeglang van de provincie Banten, Indonesië. Sukarame telt 5208 inwoners (volkstelling 2010).